# Dachstraße (München)
Die Dachstraße, benannt nach dem Barockdichter Simon Dach (1605–1659), ist eine Straße im Münchner Stadtteil Pasing, die Ende der 1890er Jahre im Rahmen der Entwicklung der Waldkolonie Pasing angelegt wurde.

## Geschichte
Die Dachstraße (benannt nach dem Dichter Simon Dach), ursprünglich als Parkstraße bezeichnet, verbindet die Straße Am Stadtpark mit der Paosostraße und quert dabei die Stapferstraße, Wilhelm-Hey-Straße, Balticusstraße, Maria-Eich-Straße und den Falkweg.
Die Straße wurde um 1900 zunächst nur an ihrem Anfang mit Villen im Landhausstil durch den Bauunternehmer Gottfried Schweisgut bebaut. Im Laufe des 20. Jahrhunderts wurde die Bebauung vollendet.

## Bekannte Bewohner
Im Haus Nr. 37 wohnte der Maler Julius Victor Carstens (1849–1908), der sich 1902 den 1961 veränderten Atelieranbau errichten ließ.
Der evangelische Pfarrer Georg Rückert gründete in der Dachstraße 19 das Internat „Collegium Augustinum“, das 1955 eingeweiht wurde. Rückert war dort als Lehrer und Heimleiter tätig.

## Baudenkmäler

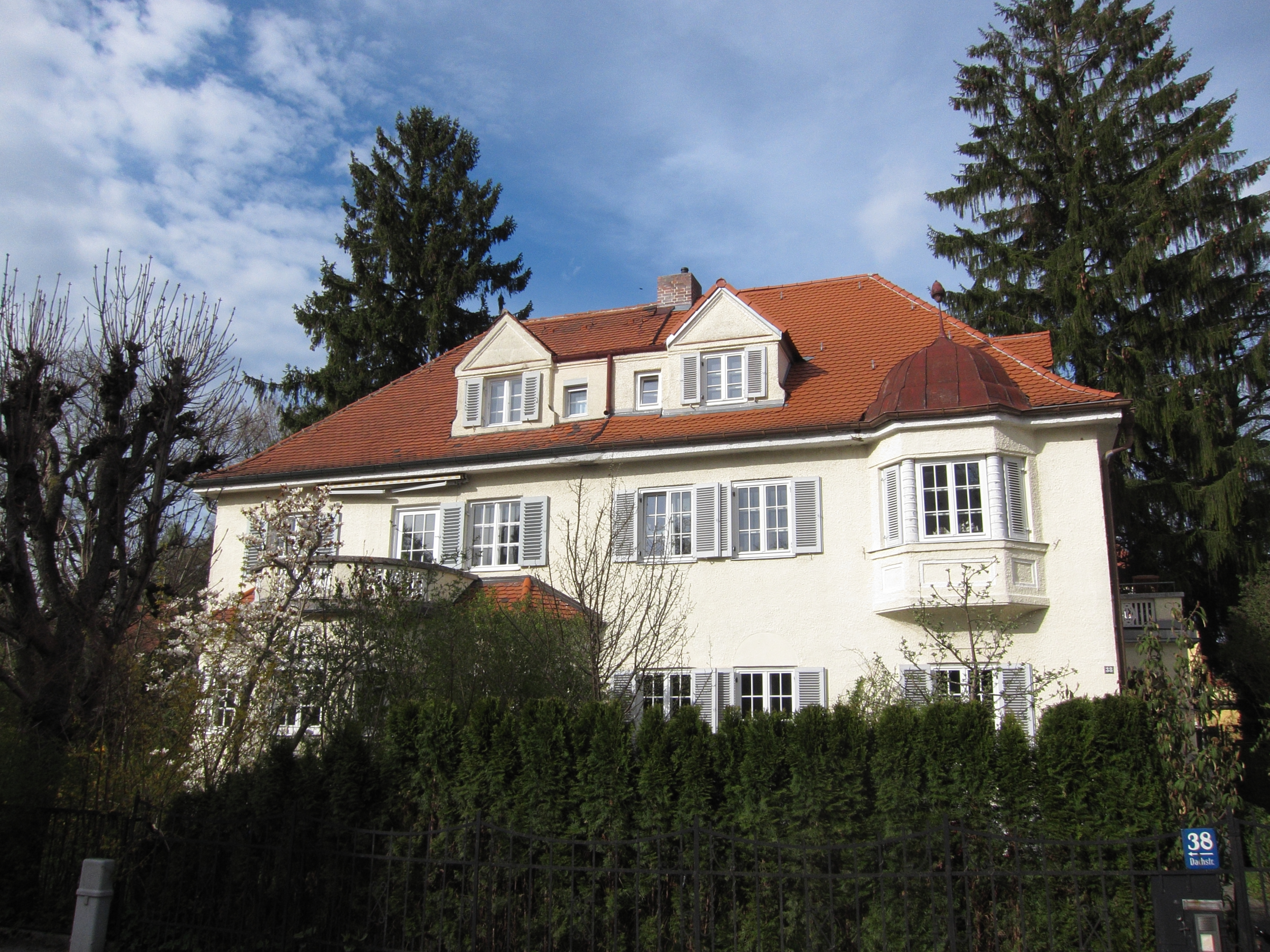
Villa Dachstraße 38/40 im Stadtteil Pasing von München

- Dachstraße 7 (Villa)
- Dachstraße 27 (Villa)
- Dachstraße 29/31 (Doppelhaus)
- Dachstraße 33 (Villa)
- Dachstraße 35/37 (Doppelhaus)
- Dachstraße 38/40 (Doppelvilla)
- Dachstraße 43/45 (Doppelhaus)
- Dachstraße 44 (Villa)
- Dachstraße 49 (Villa)

## Öffentliche Einrichtungen
- Samuel-Heinicke-Fachoberschule des SchulCentrums Augustinum in der Dachstraße 19
- Evangelisches Studienheim in der Dachstraße 19